# Hamich
Hamich is een plaats in de Duitse gemeente Langerwehe, deelstaat Noordrijn-Westfalen, en telt 932 inwoners (2007).